# Schématisme (philosophie)
Le schématisme vise à rendre homogène par la médiation le sensible et l'intelligible.  « Le schématisme de notre entendement , relativement aux phénomènes et à leur simple forme, est un art caché dans les profondeurs de l'âme humaine et dont il sera toujours difficile d'arracher le vrai mécanisme à la nature pour l'exposer à découvert devant les yeux » écrit Emmanuel Kant, dans son ouvrage majeur Critique de la raison pure-,